# Opera (webbrowser)
Opera is een webbrowser en internet suite die is ontwikkeld door het Noorse bedrijf Opera Software.
Opera is beschikbaar voor onder meer de platformen Windows, macOS, Android, iOS, Linux, Solaris, FreeBSD, QNX en BeOS. Behalve voor de pc is de browser beschikbaar voor de mobiele telefoon, de Nintendo DSi en de Nintendo Wii in de vorm van Opera Mini en Opera Mobile. Daarnaast is er een 'portable' versie beschikbaar, waardoor Opera vanaf bijvoorbeeld een USB-stick kan werken.
In 2019 introduceerde Opera de 'World's first gaming browser', Opera GX, met een aantal extra functies.
De browser heeft een marktaandeel van 1 à 3 procent.

## Functies
Het programma heeft een nieuwsgroepenlezer, een RSS-lezer, een IRC-client en een BitTorrent-client. Vroeger had de browser ook een geïntegreerde e-mailfunctie, maar die is van Opera ontkoppeld tot het aparte programma, Opera Mail.
Opera werkt standaard met een Tabbed Document Interface als aanvulling op een Multiple Document Interface. Er kan ook voor een Single Document Interface worden gekozen. Opera was de eerste die al deze modi ondersteunde. Opera was een van de eerste browsers die het concept van tabbed browsing introduceerden, InternetWorks was de eerste. Bijna alle webbrowsers bieden tegenwoordig de mogelijkheid om tabs te gebruiken.
Een andere vernieuwing zijn de zogenaamde muisgebaren. Deze stellen de gebruiker in staat om veel gebruikte opdrachten, zoals herladen, nieuwe pagina, terug en dergelijke sneller uit te voeren. Muisgebaren werken door een muisknop in te drukken en tegelijkertijd een beweging met de muis te maken.
Opera onderscheidt zich verder van andere browsers door de uitgebreide toetsenbordnavigatie. Zonder de muis te gebruiken kunnen hyperlinks op een webpagina worden aangewezen door een combinatie van de Shift-toets en de pijltjestoetsen.
Opera heeft ondersteuning voor de video- en audiotag van HTML5. Verder heeft de browser de volgende functies:
- Extensies, om de functionaliteit uit te breiden
- Werkplekken, die fungeren als een soort extra pagina's
- Thema's, om het uiterlijk aan te passen
- User scripts, om de werking van websites te beïnvloeden, te vergelijken met Greasemonkey
- Webnotificaties, sinds versie 25[5]
- Synchronisatie van bladwijzers en tabbladen, terug ingevoerd in versie 29, met een Opera-account[6]
  - Wachtwoorden synchroniseren is mogelijk in versie 32 en hoger.[7]

Opera GX beschikt naast al deze functies ook nog over functies voor gamers, zoals ze het zelf beschrijven. Dit zijn toevoegingen als beperkingen voor RAM, CPU en netwerk en ingebouwde applicaties.

## Inkomsten
Opera is sinds versie 8.50 van september 2005 gratis en reclamevrij. In eerdere gratis versies zat een advertentiebanner, die alleen na het kopen van een licentie werd verborgen. Het bedrijf Opera genereert nu inkomsten uit de zoekacties die met de browser worden gemaakt en door de verkoop van Opera voor de mobiele telefoon.

## Versiegeschiedenis

### Opera 9.00
Versie 9.0 kwam op 20 juni 2006 uit, BitTorrent-ondersteuning werd in deze versie toegevoegd.

### Opera 10.00
De eerste alfaversie van Opera 10.0 kwam op 4 december 2008 uit. De belangrijkste wijzigingen zijn een verbeterde regex-engine en een ingebouwde spellingcontrole. Opera 10.0 haalt een score van 100% op de Acid3-test.
De eerste bètaversie van Opera 10.00 werd op 3 juni 2009 uitgebracht. Opera 10 bevatte de nieuwe layout-engine Presto 2. Verschillende belangrijke sites verwerkten de versienummering in de User-Agent-string verkeerd omdat Opera toen de enige webbrowser was met een versienummer van twee cijfers. In de alfaversie was de User-Agent Opera/10.00 Presto/2.2.0, iets wat in de bètaversie werd veranderd naar Opera/9.80 Presto/2.2.15 Version/10.00.
Met Opera 10 werd ook 'Opera Turbo', geïntroduceerd. Dit versnelt het surfen over internet wanneer men van een langzame verbinding gebruikmaakt. Door Opera Turbo in te schakelen, wordt een proxyserver gebruikt die eerst de webpagina opvraagt en comprimeert, en vervolgens het resultaat naar de browser stuurt. Foto's, zoals JPEG-bestanden, die al zijn gecomprimeerd zijn, worden nog eens extra gecomprimeerd. Dat betekent ook dat de afbeeldingen en foto's van een website van mindere kwaliteit zijn.

### Opera 10.50
Opera 10.50 is op 2 maart 2010 uitgegeven. Nieuwigheid is een compleet vernieuwde JavaScript-engine. De ondersteuning voor CSS3 is ook verbeterd en er werd integratie met Windows 7 toegevoegd. Verder werd privébrowsen, waarin de adressen van bezochte pagina's niet worden opgeslagen, mogelijk gemaakt.

### Opera 10.60
Opera 10.6 bevatte een snellere JavaScript-engine. Volgens Opera Software zou de engine 50% sneller zijn dan in versie 10.50. Verder werd ondersteuning voor HTML5-video met de videocodec WebM toegevoegd.

### Opera 11.00
De eerste bètaversie van Opera 11 kwam op 23 november 2010 kwam uit, de definitieve versie volgde op 16 december. Opera 11.00 kreeg een grondige herziening op het gebied van de grafische gebruikersomgeving. Zo werd het bijvoorbeeld mogelijk tabbladen te groeperen. Er is ook een nieuw uiterlijk voor muisgebaren. Opera biedt vanaf deze versie ook extensies, net zoals Mozilla Firefox en Google Chrome. Alhoewel de specificatie van Opera-extensies sterk lijkt op Google Chrome-extensies, is het niet volledig hetzelfde, wat ervoor zorgt dat er in Opera geen Google Chrome-extensies kunnen worden gebruikt.

### Opera 11.10
De definitieve versie van Opera 11.10 verscheen in april 2011. De Speed Dial-pagina werd volledig herzien en de Turbomodus: Opera Turbo werd versneld.

### Opera 12.00
Opera 12.00 maakt meer gebruik van hardware-acceleratie. Opera 12 is de eerste versie van Opera die ook beschikbaar is in een 64 bitversie voor Mac en Windows, met de mogelijkheid om 32 bitplug-ins te draaien in een 64 bitversie van Opera. Voor Linux was al langer een 64 bitversie beschikbaar.
Verder maakt Opera Unite niet langer deel van Opera uit, omdat dit platform nooit van de grond kwam en er weinig ontwikkelaars apps voor ontwikkelden. Widgets en text-to-speech-mogelijkheden worden ook weggelaten. Nieuw in Opera 12 is de ondersteuning voor Do-Not-Track, waarmee kan aangegeven worden om niet meer op het internet te worden gevolgd, dat dat persoonlijke advertenties worden uitgeschakeld. Verder is de ondersteuning voor thema's en extensies verbeterd en zorgt de WebGL-ondersteuning voor betere grafische prestaties. Ondersteuning voor HTML5 werd verbeterd met de toevoeging van slepen en neerzetten, zodat het mogelijk is bestanden door slepen te uploaden.
Ondersteuning voor het aanspreken van webcams werd ook toegevoegd aan Opera 12.
De laatste officiële versie van Opera 12 was 12.15, uitgebracht in april 2013. Versie 12.16 is in juli 2013 nog verschenen, maar alleen voor gebruikers die niet wilden overstappen naar Opera 15. Versie 12.17 kwam in april 2014 uit, uitsluitend bestemd voor Opera voor Windows, om de gevolgen van het Heartbleedlek te repareren. Versie 12.18, een veiligheidsupdate voor Windows, verscheen in februari 2016.

### Opera 15
In Opera 15 werd M2, de Opera-mailcliënt, geschrapt. Opera Mail zal voortaan als applicatie op zich uitgebracht worden en niet langer deel uitmaken van de internet suite. Grote verandering in versie 15 is tevens het gebruik van Blink, een fork van WebKit, en Chromium-code.

### Opera 18
Opera 18 bevat enkele nieuwe functies, zoals thema's, versleepbare tabbladen, microfoon- en camera-integratie. De gebruiker kan nu ook een aangepaste zoekmachine aanmaken.

### Opera 19
Opera 19 zal opnieuw Opera Sync bevatten. Deze functie was gesneuveld bij de migratie naar de Chromium-code.

### Opera 20
Opera 20 bevat volgende nieuwe functies en verbeteringen:
- API voor het werken met downloads in extensies.
- Sleep tabbladen naar de bladwijzerbalk.
- Command-Q moet nu bevestigd worden op Mac.
- Verbeterde stash-screenshots en verbeterd slepen tussen snelkiezer en bladwijzerbalk.
- Sneller laden van thema's.
- Instellingen | Geavanceerd: gebruik kleinere snelkiezerafbeeldingen.
- Instellingen | Ervaren gebruiker: hoogte en breedte van snelkiezerafbeeldingen.

### Opera 2014-2018
Er zijn ieder jaar nog een aantal updates verschenen die nog steeds gebaseerd zijn op Chromium.
- 2014: lancering van versies 20 tot 26, gebaseerd op Chromium 33 tot 39
- 2015: lancering van versies 27 tot 34, gebaseerd op Chromium 40 tot 47
- 2016: lancering van versies 35 tot 42, gebaseerd op Chromium 48 tot 55
- 2017: lancering van versies 43 tot 49, gebaseerd op Chromium 56 tot 62
- 2018: lancering van versies 50 tot 56, gebaseerd op Chromium 63 tot 69[20]

### Opera 2019-2023
In 2019 kwam het bedrijf met Opera GX, een op gaming georiënteerde versie van de webbrowser, evenals Opera Crypto Browser, die zich op blockchain-technologie richt.
Op 20 juni 2023 werd Opera One uitgebracht. Deze versie kwam met een volledig nieuwe gebruikersinterface en diverse functies gericht op kunstmatige intelligentie.

## My Opera
My Opera was de virtuele gemeenschap van Opera, waaraan iedereen gratis kon deelnemen na het aanmaken van een account. My Opera was vergelijkbaar met andere sociaalnetwerksites. Het gaf de gebruikers bijvoorbeeld de mogelijkheden een blog te maken en foto's te uploaden. Tevens was er de mogelijkheid om vanuit de browser persoonlijke bestanden, zoals bladwijzers, te synchroniseren via een account van My Opera.
Opera is op 3 maart 2014 gestopt met My Opera en Opera Mail.